# Stones Bitter
Stones Bitter es una cerveza fabricada y distribuida en el Reino Unido por la cervecera norteamericana Molson Coors. Se trata de una cerveza amarga de color dorado pajizo. La Stones Bitter fue elaborada por primera vez en 1948 por William Stones Ltd en la fábrica de cerveza Cannon de Sheffield. Fue concebida para los obreros siderúrgicos locales y tuvo éxito en su zona, convirtiéndose en uno de los productos más conocidos de Sheffield.
El gigante cervecero Bass Charrington adquirió William Stones en 1968 y empezó a promocionar intensamente la variante de barril de Stones Bitter, que acabó convirtiéndose en la cerveza amarga más vendida del país. Sin embargo, la versión de barril se promocionó a expensas de la versión tradicional acondicionada en barril, sin pasteurizar ni filtrar. En la década de 1990, el contenido en alcohol de Stones se redujo gradualmente y, a medida que disminuían las ventas de cerveza, Stones pasó de ser una marca nacional a convertirse en una marca regional. Tras el cierre de la Cannon Brewery, Stones se ha elaborado en distintas fábricas. Cuando Bass abandonó su negocio cervecero, Stones se convirtió en una marca de Coors (más tarde Molson Coors).
Stones se promocionó a través de una serie de anuncios de televisión en los años 80 protagonizados por Michael Angelis y Tony Barton. Con el tiempo se convirtió en la campaña de cerveza amarga (bitter) más larga del Reino Unido. Stones patrocinó la Rugby Football League Championship y su sucesora, la Rugby Super League, durante las décadas de 1980 y 1990.

## Historia
El jefe cervecero  Edward «Ted» Collins fabricó por primera vez la Stones Bitter en la fábrica de cerveza Cannon en 1948, destinada a los trabajadores del sector siderúrgico del valle del Bajo Don en Sheffield. El color pajizo de la cerveza la hacía bastante inusual para la época, y su individualidad contribuyó a que se convirtiera en un éxito inmediato. En la década de 1960 su reputación local era «colosal», y representaba el 80% de las ventas de William Stones. Stones tenía tantos seguidores locales que se la describía como «más una religión que una cerveza».
A partir de 1979, la cerveza Stones de barril empezó a promocionarse intensamente en todo el país y se introdujo por primera vez en el sur de Inglaterra, tras la retirada de la impopular Brew Ten, que pretendía sustituir a las cervezas regionales de Bass. En un principio, la cerveza se producía en la fábrica Cannon y se transportaba a la fábrica Hope & Anchor de Bass, también en Sheffield, para su pasteurización y envasado en barriles, pero con el tiempo la demanda de Stones Bitter se hizo demasiado grande para la fábrica Cannon y la producción se amplió a otras fábricas de Bass. A principios de la década de 1980, Stones Bitter se producía en la fábrica de Bass en Runcorn, aunque dejó de fabricarse después de que los bebedores se quejaran de dolores de cabeza a causa de la mala calidad de la cerveza.
Stones Bitter se convirtió en la cerveza más vendida de Bass Breweries a partir de 1981, cuando superó en ventas a Worthington E. Stones era la novena cerveza más popular del Reino Unido en 1989, con un dos por ciento de todas las ventas de cerveza. La demanda era tal que la Cannon Brewery estaba pagando hasta 1,5 millones de libras al mes en concepto de aranceles en 1991. La cerveza Stones acondicionada en barril ganó la medalla de plata en la categoría Bitter en el CAMRA Champion Beer of Britain de 1991. En 1992, Stones era la cerveza amarga más vendida en el Reino Unido, una marca de un millón de barriles al año, descrita por Bass como «una marca tremendamente importante con un potencial sin explotar». Ese mismo año, Bass fue criticada por reducir el ABV de Stones de 4,1% a 3,9% ABV para reducir el impacto del impuesto sobre la cerveza. El envase actual se introdujo en 1994, y evoca a Vulcano, el dios romano del fuego y los herreros, y protector de los artesanos.
En 1997, el Yorkshire Post describió la cerveza como «una de las exportaciones más famosas de Sheffield», y «un nombre que conlleva tanto orgullo como el sello Made in Sheffield». En 1997, Bass decidió quitar prioridad a Stones para concentrarse en promocionar Worthington como su marca nacional de cerveza tipo ale. El ABV de Stones se redujo a 3,8% en agosto de 1998, y a 3,7% unos meses más tarde, lo que provocó burlas en el Yorkshire Evening Post. Tras el cierre de la fábrica de cerveza Cannon en 1999, Stones en lata se elabora en Burton upon Trent y Stones de barril en Tadcaster.
La variante acondicionada en barril fue elaborada por Highgate Brewery de Walsall, Thwaites Brewery de Blackburn y, por último, Everards de Leicester. En agosto de 2006 se restableció el 4,1% de ABV y su receta original, y Coors afirmó que sería «como [el] sabor de Stones».
En 2006, Off Licence News identificó la variante en lata como «continuación de un declive lento pero seguro que ha visto su estatus redefinido de marca nacional a regional de Yorkshire en la última década.» A partir de 2012, Stones Bitter se encuentra entre las veinte cervezas más vendidas en el Reino Unido, con volúmenes anuales estimados en más de 100.000 hectolitros.

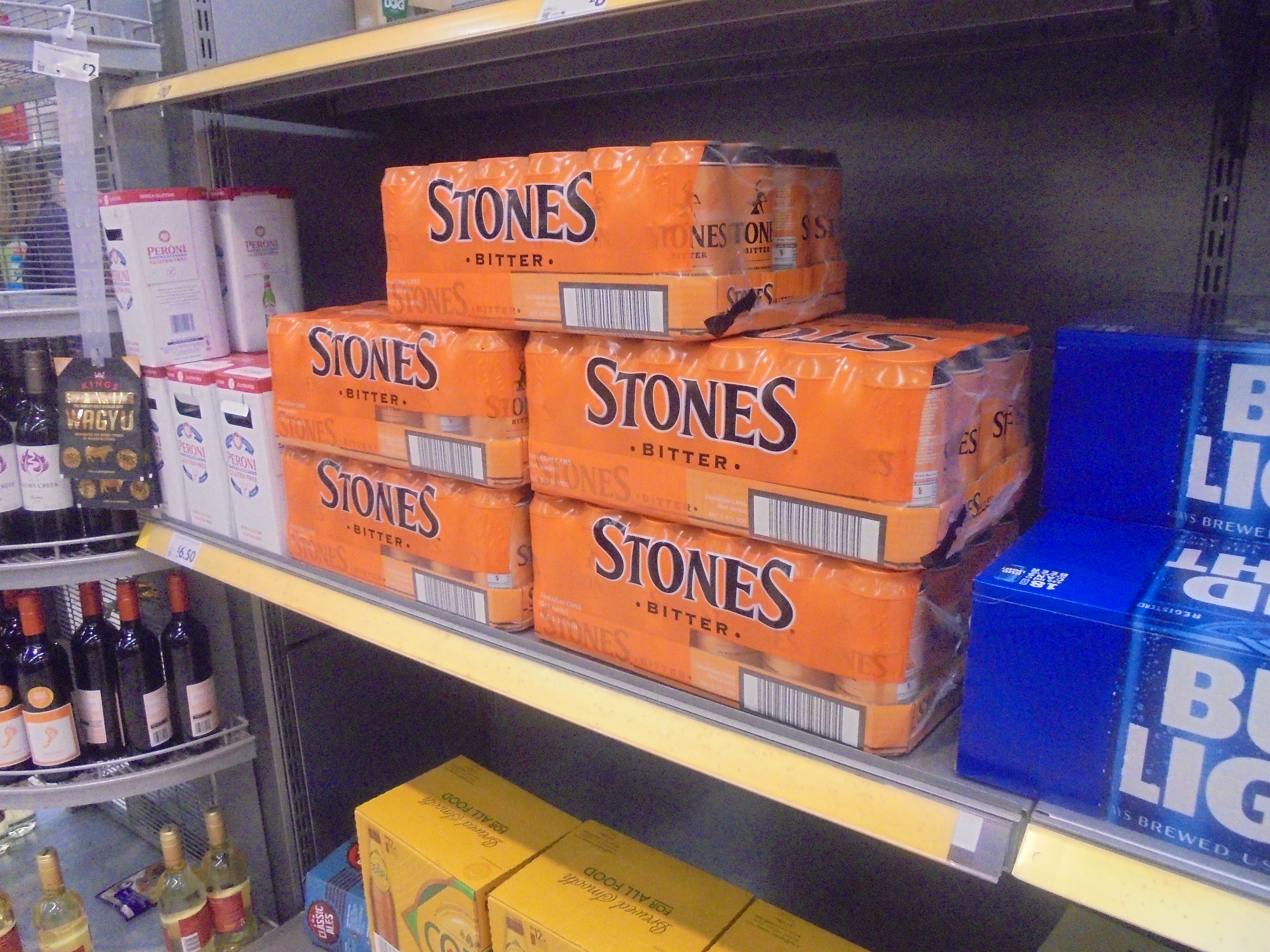
Stones Bitter a la venta en Morrisons, Wetherby, Yorkshire del Oeste.

La Stones Bitter acondicionada en barrica volvió en 2021, elaborada bajo licencia por la cervecera de Sheffield TrueNorth.

## Receta y sabor
Las recetas de las Stones acondicionadas en cervecería y en barril eran diferentes:
La cerveza Stones se elabora con una mezcla de lúpulos de América (Columbus y Zeus) y Europa (Magnum y Admiral). La variedad de cebada utilizada es Pearl. La cerveza se presenta en barriles y latas de 440 ml, y se describe como una cerveza con un «fragante aroma a lúpulo de pomelo y cítricos, [que] corta un fondo característicamente sulfuroso con un borde afrutado». El inusual equilibrio de sales garantiza que el amargor no sea seco".
La cerveza Stones, acondicionada en barrica, utilizaba lúpulo Challenger y estaba lupulizada en seco con Goldings ingleses. Se describía como una cerveza con aroma a lúpulo, azufre y pomelo, y con un sabor salado, picante y afrutado.

## Publicidad
Desde 1983 hasta 1991 se llevó a cabo una importante campaña televisiva con el eslogan (acuñado por el dramaturgo Peter Whelan): «(Vayas donde vayas) no hay sabor como el de la Stones". «La serie estaba protagonizada inicialmente por Bernard Hill y Tony Barton, aunque Hill fue sustituido por Michael Angelis a partir de 1984. Los anuncios seguían a los personajes de Jeff y Dave mientras se metían en líos en diversos lugares del extranjero, con resultados humorísticos. En 1987 se había convertido en la campaña más bitter del Reino Unido de todos los tiempos.
A partir de 1993, Stones sólo se anunciaba en el norte de Inglaterra. La campaña «Sheffield Gold» de 1994-96 estaba ambientada en una fundición de acero: un guiño al patrimonio de la ciudad, aunque se rodó en la República Checa porque las propias fundiciones de Sheffield se consideraron demasiado limpias y automatizadas para el efecto arenoso e industrial deseado. Un portavoz de Bass explicó: «Queríamos chispas y gafas»: «Queríamos chispas y gafas". Fue la última gran campaña de marketing de Stones y, desde 2012, el único apoyo comercial de la marca es el suministro de cristalería y artículos de bar con la marca Stones a los distribuidores habituales.

### Patrocinios
Stones Bitter patrocinó la Rugby Football League Championship de 1986 a 1995, y su sucesora, la Rugby Super League, de 1996 a 1997. Un conjunto de carteles publicitarios de 1986 a 1998 con el eslogan «Stones, pura poesía» apoyó el patrocinio. En 1995 y 1996, Stones patrocinó las carreras de caballos Doncaster Handicap y Park Hill Stakes. Stones Bitter también patrocina a los Sheffield Steelers, que lucen un patrocinador en la parte inferior de su camiseta.
También patrocinó el programa deportivo «Central Sports Special».